# Alberto Bacchi della Lega
Alberto Bacchi della Lega (Faenza, 17 maggio 1848 – Bologna, 10 settembre 1924) è stato un bibliografo e scrittore italiano.

## Biografia
Alberto Bacchi della Lega si laureò in giurisprudenza, a Bologna, nel 1869, per poi entrare a far parte del personale della biblioteca della medesima città nel 1886 con il titolo di sottobibliotecario.
Fu amicissimo del Carducci che lo chiamava Bacchilide (scorciando il nome e richiamando un poeta greco) e che «se ne valse nel corso di venti anni circa, non solo per la stampa dei lavori che venivano pubblicati dalla Commissione dei testi di lingua, ma anche per ricerche e studi suoi personali, e per la stampa delle Opere». Carducci, infatti, succeduto nel 1888 a Francesco Zambrini nella presidenza della Commissione dei Testi di lingua, chiamò il Bacchi come segretario.
In data 24 maggio 1896 Carducci scriveva al Ministro della Pubblica Istruzione lodando il Bacchi, definendolo «dotto bibliografo e lodato pubblicatore di testi di lingua» e aggiungeva che proprio da lui era svolto gran parte del lavoro per la pubblicazione della Commissione dei Testi di Lingua.
Fu amico anche di Olindo Guerrini il quale si divertì a orchestrare nei suoi confronti degli scherzi, alcuni dei quali crudeli. Uno di questi è raccontato da Alfredo Testoni e Oreste Trebbi: essendo Guerrini sprovvisto di un abito elegante e avendone necessità per una tournée per i teatri d'Italia con una compagnia drammatica, lo chiese in prestito al Bacchi della Lega. Tuttavia, essendosi accorto che l'abito era per lui troppo grande (il Bacchi era corpulento), lo fece aggiustare da un sarto e, dopo essersene servito, lo restituì all'amico senza fargli parola della correzione. Quando vi furono le feste per l'VIII centenario dell'Università di Bologna, poiché doveva esser presente il re, il Bacchi pensò bene di indossare il suo vestito, ma si accorse che era troppo stretto: «fu costretto ad assistere all'arrivo del Sovrano con un abito così lontano dalle regole dell'etichetta che gli rese più acerbo il cruccio per la burla patita».
I suoi due volumi ornitologici (Caccie e costumi degli uccelli silvani e Manuale del cacciatore dell'uccelletto) furono oggetto di studio da parte di Giovanni Pascoli, tant'è che nella sezione Le pene del poeta delle Mirycae, Pascoli, polemizzando con i suoi imitatori in modo indiretto, trae lo spunto da una fonte naturalistica desunta proprio da Caccie e costumi degli uccelli silvani (ricordato nelle Note alla seconda edizione). È inoltre autore assieme a Luigi Razzolini della Bibliografia dei testi di lingua citati dalla Crusca.
Alberto Bacchi della Lega è sepolto alla Certosa di Bologna, nella Galleria a Tre Navate, parete esterna sud, al n. 33.

## Opere
- Serie delle edizioni delle opere di Giovanni Boccaccio: latine, volgari, tradotte e trasformate, Bologna, Romagnoli, 1875.
- Manuale del cacciatore dell'uccelletto, Bologna, Romagnoli, 1876.
- Bibliografia dei vocabolari ne' dialetti italiani raccolti e posseduti da Gaetano Romagnoli, Bologna, Romagnoli, 1876.
- I più belli: merope, piombino, rigogolo. Saggio di una ornitologia romagnola, Bologna, Fava e Garagnani, 1887.
- Caccie e costumi degli uccelli silvani, Città di Castello, Lapi, 1892.

### Curatele
- G. Nadi, Diario bolognese, Bologna, Romagnoli Dall'acqua Edit., 1886 (con Corrado Ricci).
- Giovanni Sabadino degli Arienti, Gynevera de le clare donne, Bologna, Romagnoli-Dall'Acqua, 1888 (con Corrado Ricci).
- E. Avenali, Uomini illustri nell'arte militare che sono stati nella nobil Città d'Imola, Bologna, Tipografia Fava e Garagnani, 1891.